# Nacho Aldeguer
Ignacio Aldeguer de Solís (Madrid, 10 de septiembre de 1985), más conocido como Nacho Aldeguer, es un actor y músico español conocido por sus papeles en las series de televisión Cuéntame cómo pasó (desde 2010, en la que interpreta el papel de Felipe) y La pecera de Eva (2010-2011, en la que interpretó el papel de Fernando Casado). Se le conoce también por haber interpretado al torero Luis Miguel Dominguín en la película Manolete (2008) y por ser el actor de doblaje habitual en España de los actores estadounidenses Haley Joel Osment y Emile Hirsch.

## Biografía
Es hijo del actor y director de doblaje Salvador Aldeguer y de Patricia de Solís, azafata de la tercera etapa A del Un, dos, tres... responda otra vez y productora de televisión. Tiene una hermana llamada Patricia. 
Empezó trabajando como actor de doblaje a los 5 años. Uno de sus primeros doblajes fue en la serie Cosas de casa poniéndole voz a Richie. Desde entonces ha trabajado en numerosas ocasiones como actor de doblaje siguiendo los pasos de su padre, Salvador Aldeguer. Es la voz habitual de los actores Haley Joel Osment, Tom Felton y Emile Hirsch.
La última vez que puso la voz en español a Draco Malfoy, de la saga Harry Potter, fue en Harry Potter y el cáliz de fuego (2005). Nacho decidió renunciar a su trabajo solidarizándose con el antiguo director de doblaje de las películas, Eduardo Gutiérrez, que fue despedido. También lo hicieron los actores Michelle Jenner, que ponía la voz a Hermione Granger, y Lorenzo Beteta, que era la voz de Voldemort. De ese modo, en Harry Potter y la Orden del Fénix fueron sustituidos.
En 2005 debutó en el cine en la película Otros días vendrán de Eduard Cortés junto a Cecilia Roth y Antonio Resines. Protagonizó un corto de Roberto Pérez Toledo llamado Vuelco con la actriz y presentadora Paloma Soroa que fue ganador de ocho premios y visto en un centenar de festivales en todo el mundo. En 2006 y 2007 actuó en la obra teatral Armengol, una historia de Miguel Murillo que dirigió Esteve Ferrer. En esta obra coincidió con los actores Pepe Viyuela y Rosa Renom. En cine rodó Manolete (2006) dirigida por Menno Meyjes con Adrien Brody y Penélope Cruz, que debido a diversos problemas con la productora no se estrenó cuando se tenía previsto. Se estrenó en Francia el 31 de marzo de 2010, en España nunca se estrenó pero salió a la venta en diciembre de 2012.
También se incorporó a la obra teatral Los chicos de historia de Alan Bennett, compartiendo escena con actores de la talla de José María Pou.
Alcanzó una mayor popularidad en 2010 al interpretar a Fernando Casado en La pecera de Eva. Realizó un posado para la revista Must! Magazine junto a sus compañeros de la serie Ana del Rey y Joel Bosqued. En ese mismo año, empezó a ponerle voz a Rallo Tubs en español, uno de los personajes del spin-off de Padre de Familia, The Cleveland Show. Volvió a trabajar con Roberto Pérez Toledo en un nuevo corto llamado Tetequiquiero junto a la actriz Verónica Echegui.
En noviembre de 2010 se incorpora a la duodécima temporada de la serie Cuéntame cómo pasó encarnando a Felipe, un nuevo vecino de los Alcántara y compañero de Carlos Alcántara durante el servicio militar.
Por otra parte, también aparece en el videoclip del grupo Venus en la canción "Restos del ayer" junto a Joel Bosqued.
Nacho, aparte de actor y actor de doblaje, escribe poemas y rapea desde los 14 años. También ha demostrado sus dotes como músico, cantante e incluso se atreve con el freestyle rap. Tiene un grupo de música conocido como Capman liderado por él mismo. La banda la compone junto a los músicos Mario Marzo Maribona (Piano), Bruna (Saxo y Flauta), Diego Hernando (Batería), Héctor García Roel (Guitarra), Javier Delgado (Contrabajo) y Félix Antolín (Teclados). En 2010, publicaron el disco llamado "Lecciones de vida", que es una original fusión de rap y jazz, y fue grabado en directo en el Teatro Ateneo de Madrid. Además, posee la habilidad de tocar el hang, la batería y el piano. En 2016 tuvo gran repercusión su rap irónico, satírico y mordaz sobre Ciudadanos.

## Filmografía

### Cine
| Año  | Título                             | Personaje             | Dirección                        |
| ---- | ---------------------------------- | --------------------- | -------------------------------- |
| 2018 | Feedback                           | Samuel                | Pedro C. Alonso                  |
| 2017 | Vacío (cortometraje)               | Manu                  | Sergio Martínez Alberto          |
| 2016 | La promesa                         | Fiesta de Gulhane     | Terry George                     |
| 2016 | Estirpe                            | Ramiro Ceballos 1969  | Adrián López                     |
| 2016 | Hasta luego, cariño (cortometraje) | Miguel                | Antonello Novellino y Paky Perna |
| 2015 | El aspirante (cortometraje)        |                       | Juan Gautier                     |
| 2011 | Seis puntos sobre Emma             | Ricky                 |                                  |
| 2010 | Tetequiquiero (cortometraje)       |                       |                                  |
| 2008 | La conjura de El Escorial          | Operario Acería       |                                  |
| 2006 | Manolete                           | Luis Miguel Dominguin |                                  |
| 2005 | Otros días vendrán                 | Zak/Javi              |                                  |
| 2005 | Vuelco (cortometraje)              |                       |                                  |

### Series de televisión
| Año  | Título             | Personaje        | Canal     |
| ---- | ------------------ | ---------------- | --------- |
| 2019 | The Mallorca Files | Federico Ramis   | BBC One   |
| 2014 | Isabel             | César Borgia     | La1       |
| 2012 | Frágiles           | Miguel           | Telecinco |
| 2010 | Cuéntame cómo pasó | Felipe Cavestany | La1       |
| 2010 | La pecera de Eva   | Fernando Casado  | Telecinco |

### Teatro
- Los chicos de historia (2008-2009)
- Armengol (2005)... como Pollito

### Doblaje
- Alisa, que no fue así (2016)... voz de Leha Teterin
- El demonio bajo la piel (2011)... voz de Johnnie Pappas
- Nowhere boy (2011)... voz de George
- Padre de familia: es una trampa (2011)... voz de Rallo/Nien Nunb
- Glee (2010)... voz de Blaine
- Adele y el misterio de la momia (2010)... voz de Andrej Zborowski
- The Cleveland Show (2010)... voz de Rallo Tubbs
- Un tipo serio (2010)... voz de Clive Park
- Rumores y mentiras (2010)... voz de Evan
- La última casa a la izquierda (2009)... voz de Justin
- Destino: Woodstock (2009)... voz de Billy
- Mi nombre es Harvey Milk (2009) voz de Cleve Jones
- Frozen River (2009)
- Harry Potter y la Orden del Fénix (videojuego) (2007)... voz de Draco Malfoy
- Héroes imaginarios (2006) voz de Tim Travis
- High School Musical (2006)... voz de Troy Bolton
- Sky High, una escuela de altos vuelos (2006)... voz de Will Stronghold
- X-Men 3: La decisión final (2006)... voz de Warren Worthington III/Ángel
- Héroes imaginarios (2006)...voz Tim Travis
- Santa Claus 3 (2006)... voz de Charlie Calvin
- Harry Potter y el cáliz de fuego (2005)...voz de Draco Malfoy
- American Dad! (2005)... voz de Arnie
- Barbie diario (2004)... voz de Todd
- Zatch bell (2004)... voz Eshros
- Vacaciones en familia (2004)... voz de D.J. Johnson
- El amor no cuesta nada (2004)... voz de Alvin Johnson
- Zolar (2004)... voz de Hanson
- Honey (2004)... voz de Otis
- Harry Potter y el prisionero de Azkaban (2004)... voz de Draco Malfoy
- El secreto del los McCann (2004)... voz de Walter
- Ciberestrella del rock (2004)... voz de Roscoe
- El castillo en el cielo (2003)... voz de Pazu
- Hijos de un mismo dios (2002)... voz de Romek
- Harry Potter y la cámara secreta (2002)... voz de Draco Malfoy
- Arac Attack (2002)... voz de Mike Parker
- La Navidad mágica de Mickey (2002)... voz de Peter Pan
- Peter Pan. Regreso al país de Nunca Jamás (2002)... voz de Peter Pan
- Harry Potter y la piedra filosofal (2001)... voz de Draco Malfoy
- House of Mouse (2001) voz de Peter Pan
- Pearl Harbor (2001)... voz de Rafe niño
- La banda del patio: la película (2001)... voy de Theodore J. "T.J." Dettweiler
- Padre de familia (2001)...voz de Jeremy
- La banda del patio: milagro en la 3ª calle (2001)...voz de Theodore J. "T.J." Dettweiler
- A.I. Inteligencia artificial (2001)... voz de David Swinton
- El bosque animado (2001)... voz de Suri
- Cadena de favores (2001)... voz de Trevor McKinney
- Beethoven 4: enredo en la familia (2001)... voz de Brennan Newton
- Toy Story 2 (2000)... voz de Andy
- The Sixth Sense (2000)... voz de Cole
- El libro de la selva: la historia de Mowgli (1999)... voz de Mowgli de niño
- Nicky, la aprendiz de bruja (1999)... voz de Tombo
- Armagedon (1998)... voz de Tommy
- La sirenita (1998)... voz de Flounder
- El aguador (1998)... voz de Bobby niño
- Nada que perder (1997)... voz de Joey
- Toy Story (1996)... voz de Andy
- Ni un pelo de tonto (1995)... voz de Will Sullivan
- Jungla de Cristal: La Venganza (1995)... voz de Raymond
- ¡Mira quién habla ahora! (1993)... voz de Mikey Ubriacco
- Los fruittis (1990)... voz de Pincho (Sincronía)
- Family Matters (Cosas de casa) (1990)... voz de Richie
- Star Wars: Episodio VII - El despertar de la Fuerza (2015)... voz de Finn (FN-2187)
- Star Wars: Episodio VIII - Los últimos Jedi (2017)... voz de FN-2187 (FN-2187)

## Discografía

### Capman
- Lecciones de vida (2010)  Archivado el 26 de septiembre de 2010 en Wayback Machine.
- Mucho amor (2014)